# Franklyn
(Jonathan Preest)
Franklyn è un film del 2008 diretto da Gerald McMorrow.
Film thriller/neo-noir del regista esordiente McMorrow, con interpreti principali Ryan Phillippe, Eva Green e Sam Riley.
La pellicola è stata presentata in anteprima il 16 ottobre 2008 al 52° London Film Festival ed è stato distribuito nelle sale italiane il 17 aprile 2009 da Mediafilm.

## Trama
Il film è ambientato in due realtà parallele: nella Londra dei nostri giorni e in una imprecisata "Città di Mezzo", governata da una forza di polizia che pretende che ogni residente abbia una religione in cui credere (in tal modo ogni individuo che segue i dettami della propria religione è di per sé prevedibile nelle azioni e quindi facilmente catturabile se venisse emesso su di lui un mandato di arresto). In questi mondi paralleli si districano simultaneamente i destini di quattro persone. Nella Città di Mezzo, Jonathan Preest (un vigilante mascherato ateo) è alla ricerca di un criminale, capo di una setta religiosa chiamato "l'Individuo", per ucciderlo. Nel nostro mondo, Peter vaga per Londra alla ricerca del figlio fuggito da un manicomio; Milo, un uomo romantico, ritrova, dopo anni, il suo primo amore infantile e se ne rinnamora. Emilia, una problematica studentessa d'arte chiama, per l'ennesima volta, un'ambulanza prima di tentare un nuovo suicidio, facendosi riprendere da una telecamera in modo da creare un'opera d'arte visiva. Il destino di tutte queste persone convergerà per farle incontrare.

## Produzione
La sceneggiatura originale è opera dello sceneggiatore e regista Gerald McMorrow, al suo primo lungometraggio cinematografico, che rappresenta una distopia simile al cortometraggio di fantascienza del 2002 Thespian X, da lui scritto e diretto.
Nell'ottobre del 2006 era stato contattato l'attore Ewan McGregor per il ruolo principale di Preest, ma quando la produzione stava per avere inizio nell'estate del 2007, l'attore dovette rinunciare al ruolo dopo essersi rotto una gamba a causa di una caduta in bicicletta. A sostituirlo fu chiamato Ryan Phillippe, che si unì a Eva Green e a Sam Riley.
La produzione iniziò ufficialmente il 24 settembre 2007, con un budget di 6 milioni di sterline, di cui 1 stanziato dalla UK Film Council. Le riprese hanno avuto luogo a Londra e nei suoi dintorni, principalmente nell'East End di Londra e a Greenwich, dove sono state girate molte sequenze in grafica computerizzata. La fase di post-produzione ha avuto inizio nell'aprile 2008.